# Robert De Visscher
Robert De Visscher (Dentergem, 23 april 1888 - aldaar, 2 december 1964) was burgemeester en notaris in de Belgische gemeente Dentergem.

## Politieke familie
De Visscher werd geboren binnen een familie die reeds generaties (sinds 1747) bestuurlijke functies opnam in Dentergem. Zowel zijn vader als zijn beide (over)grootvaders waren burgemeester. Zijn vader Adolf De Visscher was de Dentergemse burgemeester (1891-1896) en notaris (1884-1920). Zijn grootvader aan moeders zijde Jozef-August Opsomer was burgemeester (1861-1891) en notaris (1846-1884) te Dentergem. Zijn overgrootvader Dominicus Geers was burgemeester te Oostakker.
De Visscher was burgemeester van 1922 tot 1946 met een gedwongen onderbreking tijdens de Tweede Wereldoorlog. Nadien werd hij schepen tot bij zijn overlijden. Het notariaat van zijn vader nam hij over in 1921.
Robert De Visscher bleef ongehuwd en woonde samen met zijn zus Germaine in de ouderlijk woning. Beiden overleden begin december 1964 met amper één dag verschil. Een andere zus, Anna-Maria, was gehuwd met Hendrik Baels. Ze waren de ouders van Lilian Baels.